# Clément Cartuyvels
Pour les articles homonymes, voir Cartuyvels.
Clément-Marie-Guillaume Cartuyvels, né le 26 février 1842 à Saint-Trond et mort le 31 août 1921 à Saint-Trond, est un homme politique belge. Il est le père de Paul Cartuyvels.

## Fonctions et mandats
- Conseiller provincial de Limbourg : 1872-1875
- Membre de la Chambre des représentants de Belgique par l'arrondissement de Hasselt : 1894-1900
- Conseiller communal de Saint-Trond : 1899
- Bourgmestre de Saint-Trond : 1899-1921
- Membre de la Chambre des représentants de Belgique par l'arrondissement de Hasselt-Saint-Trond : 1900-1912
- Sénateur par l'arrondissement Hasselt-Tongres-Maaseik : 1912-1919
- Président du Comité spécial du Conseil de Saint-Vincent-de-Paul à Saint-Trond : 1914-1921

## Sources
- P. Van Molle, Het Belgisch parlement, p. 39.

- Ressource relative à plusieurs domaines :   - ODIS